# Лонго, Сантьяго
Сантьяго Андрес Лонго (исп. Santiago Andrés Longo; род. 1 января 1998, Freyre, Кордова) — аргентинский футболист, полузащитник клуба «Бельграно».

## Клубная карьера
Лонго — воспитанник клуба «Бельграно». 31 августа 2019 года в матче против «Барракас Сентраль» он дебютировал в Примера B Насьональ. 9 февраля 2020 года в поединке против «Сан-Мартин Сан-Хуан» Сантьяго забил свой первый гол за «Бельграно». В 2022 году игрок помог клубу выйти в элиту. 29 января 2023 года в матче против «Расинга» из Авельянеды он дебютировал в аргентинской Примере.